# George Jones (militar)
Sir George Jones, KBE, CB, DFC (18 de outubro de 1896 – 24 de agosto de 1992) foi um comandante sênior da Royal Australian Air Force (RAAF). Ele levantou-se do privado soldado na primeira Guerra Mundial I do air marshal, em 1948, e serviu como Chefe de Pessoal Aérea a partir de 1942 a 1952, o maior contínuo de posse de qualquer RAAF chefe. Jones foi uma surpresa nomeado para a Força Aérea de topo do papel, e suas conquistas na posição que foram coloridas por uma divisivo relacionamento durante a II Guerra Mundial com a sua nominal, o subordinado, o chefe da RAAF de Comando, Ar Vice-Marechal William Bostock.
Durante a I Guerra Mundial, Jones viu a ação como um fuzileiro na Campanha de Gallipoli de 1915, antes de se transferir para o Flying Corps australiano, um ano mais tarde. Originalmente um mecânico, ele comprometeu-se na formação em voo, em 1917, e foi mandado para um esquadrão de caças em França. Ele alcançou sete vitórias para se tornar um ás, e foi condecorado com a Distinguished Flying Cross. Depois de um curto período na vida civil, depois da primeira Guerra Mundial eu, ele ingressou na recém-formada RAAF, em 1921, e aumentaram o pessoal de forma constante, através de treinamento e de comandos de militares comandos antes da primeira Guerra Mundial II.
Jones não procuram ativamente o cargo de Chefe de Pessoal Aérea de sua equipe antes de ser nomeado, em 1942, e seu conflito com Bostock—com quem ele tinha sido amigos há 20 anos—foi, em parte, o resultado de uma estrutura de comando dividida, que nem o homem tinha qualquer papel direto na formação. Depois da segunda Guerra Mundial II, Jones tinha a responsabilidade global para transformar o que era, então, a quarta maior da força aérea em um tempo de paz o serviço que também foi capaz de atender a compromissos no exterior na Malásia e Coreia. Depois da sua reforma da RAAF, ele continuou a servir na indústria aeronáutica e, mais tarde, concorreu sem sucesso para o escritório político. Ele foi nomeado cavaleiro em 1953.

## Início da vida
George Jones nasceu em 18 de outubro de 1896, perto uma comunidade rural em Victoria. A data que aparece em sua certidão de nascimento foi o dia da inscrição, 22 de novembro. Seu pai, um mineiro, tinha morrido em um acidente, três meses antes do nascimento, deixando a família em situação de pobreza. O caçula de uma família de dez filhos, Jones foi educado em um rigoroso agregado familiar Metodista e para o resto da sua vida raramente tocava álcool. Ele participou na Escola do Estado, e completou a sua educação na idade de 14 anos com um Certificado de Mérito.
A seguir a sua escolaridade, Jones levou um estágio como um carpinteiro antes de mover-se para Melbourne, onde ele se tornou um mecânico de motores. Ele trabalhou em várias garagens antes de começar um curso a tempo parcial em acessórios e voltando ao trabalho dos homens a Faculdade de Melbourne. A sua faculdade de estudos foram restringidos pela eclosão da I Guerra Mundial, altura em que ele tinha acumulado de três anos a tempo parcial do serviço militar, em primeiro lugar em cadetes e, posteriormente, em uma unidade de milícia, o Regimento n.º 29 de Luz Cavalo.

## I Guerra Mundial

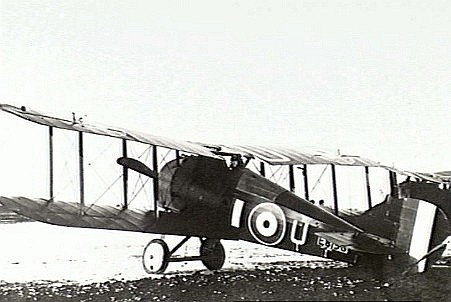
A narceja do N.º 4 do Esquadrão AFC, c. 1918

Em Maio de 1915 Jones juntou-se à força Australiana Imperial, embarcando para o Egito em agosto, com o regimento 29 de Luz Cavalo Regimento. Ele desembarcou em Gallipoli , no mês seguinte, e serviu até o final da campanha, em dezembro. Suas experiências em Gallipoli, especialmente testemunhou a morte por fogo inimigo de um de seus amigos, isso o afetou profundamente e ele sofria de dores de cabeça e pesadelos muitos anos depois. Depois de uma breve transferência para o Corpo Imperial Camelo, Jones em outubro de 1916, aplicava-se para se juntar ao Flying Corps Australiano (AFC), tendo uma quebra na classificação de corporal privado para fazer isso.
Jones tornou-se um mecânico aéreo no N.º 1 do Esquadrão AFC (conhecido como Nº 67 Esquadrão Royal Flying Corps pelos Britânicos), antes de serem incorporados para o voo de treinamento na Inglaterra. Ele ganhou suas asas em 22 de novembro de 1917 e foi publicado N.º 4 do Esquadrão AFC (também conhecido como número 71 Esquadrão RFC) como um segundo-tenente em janeiro do ano seguinte. Voando Sopwith Camels e Snipes na Frente Ocidental, Jones terminou a guerra, como um capitão e um ace, com sete vitórias aéreas a partir de 150 patrulhas. Ele foi gravemente ferido por uma ferida de bala e a queimaduras de querosena em combate com um lutador alemão, em Março de 1918, e não retornou a sua unidade por três meses. Em 29 de outubro de 1918, ele conseguiu duas mortes em um combate, em Tournai, no que é frequentemente descrito como "um dos maiores batalhas aéreas da guerra". No meio de um confronto envolvendo mais de 75 tropas Aliados e caças alemães, Jones levou sua patrulha de três Snipes em um mergulho em dez Fokkers, destruindo uma cinta de aviões inimigos no ataque. Ele foi condecorado com a Distinguished Flying Cross para a exibição de "o maior ousadia e capacidade aérea de combate"; o prêmio foi promulgada no London Gazette , em 5 de abril de 1919.

## Inter-anos de guerra

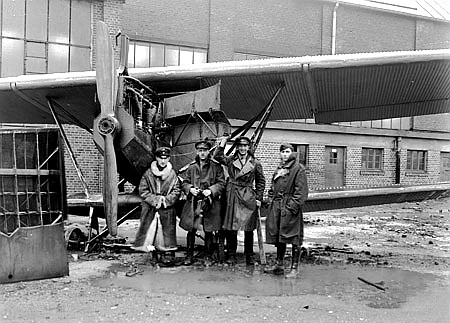
Capitães Jones (à direita), Roy King (segunda à direita) e outros pilotos do N.º 4 do Esquadrão AFC, Britânicos das forças de Ocupação, na Alemanha, de dezembro de 1918

Jones ficou com o Australiano Flying Corps, até junho de 1919, como parte dos Britânicos das forças de Ocupação, na Alemanha. Depois de voltar para a Austrália ele trabalhou como turner , em Melbourne. Ele casou-se com Muriel Cronan, um secretário , que também tocava piano profissionalmente, em 15 de novembro de 1919. Eles haviam se encontrado antes da guerra, e manteve contato ao longo de Jones no exterior lançamentos. O primeiro filho do casal, Ronald, chegou em 2 de outubro de 1920. Um segundo filho, Ian, seria nascido em 26 de junho de 1934. Jones foi descrito por membros da família como sendo um pouco distante pai e marido, dedicado à sua carreira e, mais raramente, dada a óbvia apresenta de emoção.
Incentivado por um colega Nº 4 Esquadrão de veteranos, Harry Cobby, Jones aplicada para se juntar ao novo Australian Air Force , em 22 de Março de 1921 (o prefixo "Real" foi adicionado em agosto). A sua classificação foi flying officer, um abaixo o equivalente de sua AFC posto de capitão. Outro piloto Australiano se juntar a nascente Força Aérea foi William (Bill) Bostock, um tenente na primeira Guerra Mundial I. A par tornaram-se grandes amigos, Bostock, agindo como uma espécie de mentor para o jovem oficial. Jones foi promovido a tenente-aviador em 1 de julho de 1923. Apelidado de "Jonas", ele também era conhecido como "Yellow Jones" em seus primeiros dias, com o RAAF, não através de qualquer percepção de falta de fibra moral, mas como resultado dos efeitos nefastos sobre a sua pele de icterícia, contratada enquanto um soldado em Gallipoli.
Postado RAAF Ponto de Cozinhar, Victoria, Jones foi o encarregado do Transporte de Motor de Reparação de Seção e fez agir (mais tarde permanente) Comandante Oficinas. Ele foi altamente reconhecido por sua técnica e capacidade administrativa, mas classificada como apenas "média" no comando e lidar com o pessoal. Em 1926, ele pegou instrução de voo e dentro de um ano havia sido classificados a 1A Instrutor de Voo. Ele foi promovido a líder do esquadrão , em 31 de Março de 1927 e lhe dado o comando do Esquadrão Voador no N.º 1 Voando Escola de Formação (Nº 1 do STF). Jones passou dois anos na grã-Bretanha a partir de 1928, participando da Royal Air Force Staff College, Andover, e graduando topo da sua classe na RAF da Central Escola de aviação. mais tarde, Ele lembrou desta publicação, "A vida social era novo para mim, pois estava com a etiqueta... Eu aprendi tão rápido quanto eu poderia, mas eu não tenho nenhuma dúvida de que eu, involuntariamente cometido muitas social de erro". Como a RAAF sênior oficial do reino UNIDO, Jones esperava ser convidado a acompanhar o dirigível R101 no seu voo inaugural para a Índia. Em vez disso, outro Australiano oficial foi indicado para fazer a viagem, Jones e evitado o desastre que se seguiu.
Voltando para a Austrália em outubro de 1930, Jones foi feito Chefe Instrutor de Voo em Point Cook e Comandante Nº 1 do STF. Ele tornou-se Diretor de Treinamento na RAAF Sede, em Melbourne, em novembro de 1931. Em 2 de abril de 1932, ele foi tirar de Mascote, Nova Gales do Sul, em um de Havilland Mariposa quando ele atingiu o perímetro da cerca e caiu, o que resulta em maiores prejuízos para a aeronave e ferimentos a si e a seus passageiros. Seu desempenho no início da década de 1930 foi altamente considerado por seus superiores, sendo regularmente avaliados como "acima da média" ou "excepcionais". a Partir do final de 1934 para o início de 1935, ele colaborou com o Diretor de Equipamento, George Mackinolty, em uma investigação sobre o estado de produção de aeronaves, na Austrália, para realçar as deficiências no local de defesa em face de possível conflito futuro com o Japão. Embora o relatório foi revisto com entusiasmo pelo Ar Membro de Pessoal, Bill Anderson, que, aparentemente, não foi a mais na cadeia de comando e, assim, foi efetivamente ignorado. Em janeiro de 1936, Jones foi promovido a wing commander e nomeado Director de Serviços de Pessoal.

## II Guerra mundial

### Aumento para o Chefe do Pessoal Ar

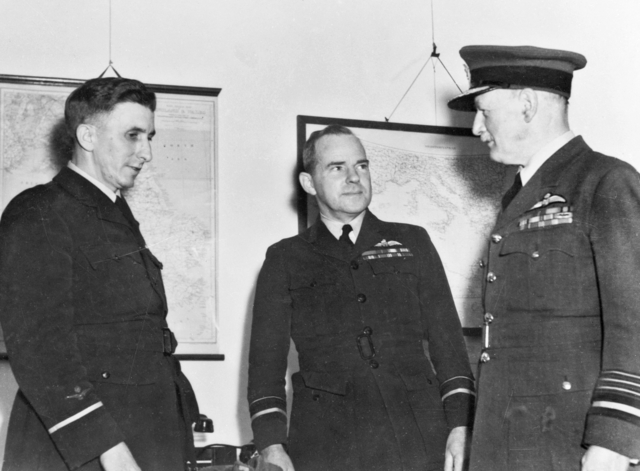
Recém-nomeado Chefe da o Ar de Pessoal (CAS) Vice-Marechal do Ar George Jones (à esquerda) com Ar Vice-Marechal do projeto de lei Bostock (centro) e de saída de CAS Air Chief Marshal Sir Charles Burnett, Maio de 1942

Logo após a eclosão da II Guerra Mundial, em 1 de dezembro de 1939, Jones foi criado temporárias grupo de capitão. Em Março de 1940, ele voltou para a posição de Diretor de Formação e assumiu a responsabilidade para a Austrália faz parte do Império de Ar do sistema de Formação (COME), a criação de várias escolas, a aquisição de centenas de aeronaves, e supervisionar o treinamento de milhares de aviador. A RAAF da Central Voando Escola foi reformada em abril de 1940, para atender o requisito crucial para obter instrutores de voo, cujos números crescem a partir de 16 no primeiro ano da guerra 3.600 em 1945. o Seu desempenho nesta função o levou a Jones a ser promovido para atuar air commodore em 21 de fevereiro de 1941, e nomeado Comandante da Ordem do Império Britânico em 1942 Novo Ano de Conquistas para "o zelo, devoção ao dever e a perseverança de excepcional mérito".
Em 5 de Maio de 1942, Jones foi nomeado Chefe do Ar de Pessoal (CAS), a RAAF sênior da posição. Ele foi considerado uma escolha estranha, um jornal contemporâneo, descrevendo-o como "o mais escuro do escuro cavalos". Jones ainda era apenas um substantivo wing commander e agindo de ar commodore quando ele conseguiu o papel, ultrapassando vários oficiais superiores, incluindo o seu amigo Bill Bostock, agora um ar vice-marechal e Vice-Chefe de o Ar Pessoal. Bostock, pensado para ser "entre a Força Aérea melhores cérebros" no momento, acreditava-se por si mesmo (e Jones) para ser o principal candidato à posição. A sugestão ainda que surgiu Jones seleção foi um erro, com base no governo de leitura de um organograma que implicava que ele era o RAAF mais oficial sênior após Bostock, quando, na verdade, ele foi classificado em seis lugares abaixo.
Outros potenciais nomeados tinha incluído Air Marshal Richard Williams e Ar Vice-Marechal Pedro Drummond. Williams, no entanto, estava em desuso desde a sua demissão do cargo de ACS, na esteira da Ellington Relatório de criticar o RAAF a segurança de voo em 1939, enquanto Drummond não foi lançado a partir de sua posição como Vice-Ar Comandante-em-Chefe da RAF Oriente Médio. Bostock foi a primeira escolha do operador histórico CAS, Air Chief Marshal Sir Charles Burnett, mas o último mal-escondido desprezo por John Curtin's Federal do Trabalho do governo ajudou a garantir que sua preferência era ignorado. Embora ele admitiu estar "chocado" com a decisão, Jones se tinha a ambição e uma expectativa razoável de se tornar CAS em algum momento de sua carreira; ele simplesmente aconteceu "muito mais cedo do que eu esperava". Jones tinha provado sua organizacional habilidades dirigindo COME, e acredita-se que este foi um fator significativo na sua nomeação. O seu trabalho de classe de origem também foi citada como contribuir para a sua adequação a um governo Trabalhista.

### Dividido comando
Passou como CAS, Bostock, posteriormente, tornou - Ar Comandante (AOC) RAAF de Comando, que o colocou no cargo do Australiano ar de operações no Pacífico. Jones, papel, em contraste, foi, principalmente, administrativas, que de "sensibilização, treinamento e manutenção" do serviço. Embora o CAS foi de jure chefe da RAAF, Jones' novo rank de ar vice-marechal foi o mesmo que Bostock. Nas palavras da Força Aérea historiador Alan Stephens, "Jones foi o chefe do serviço dele, mas ele não era nem de forma inequívoca o seu oficial superior, nem de presidir um comando unificado ... O sistema de dividido comando... não foi ideal, mas com os homens de boa vontade, ele poderia ter funcionado. Lamentavelmente Bostock e Jones não foram do que a mente..."
O atrito entre os dois altos oficiais sobre a estrutura de comando rapidamente deteriorou-se em um estado de "completo teimosia", e assim permaneceu até o final da guerra. Como um relatório direto para a USAAF's o Tenente-General George Kenney, comandante das Forças aéreas Aliadas no Pacífico sudoeste da Área (SWPA), Bostock foi capaz de ignorar muitas directivas de Jones, sua nominal superior na RAAF. O CAS no entanto, continuou a afirmar a sua autoridade sobre Bostock suprimentos de mão-de-obra e equipamentos.
Em Março de 1943 Jones propôs que ele assumir a responsabilidade por operações aéreas na defesa do continente Australiano mas o General Douglas MacArthur, Comandante Supremo SWPA, recusou-se a fisionomia. No mês seguinte, com o apoio do Australian Air Conselho, Jones tentou remover Bostock da RAAF de Comando e substituí-lo com Ar Commodore Joe Hewitt, AOC Nº 9, Grupo Operacional (Nº 9 OG). Bostock apelou para Kenney, que o aconselhou Jones que ele era contrário a qualquer mudança de comando e ameaçadas de escalar o assunto para o governo Australiano. MacArthur, posteriormente, disse o Primeiro-Ministro Curtin que Hewitt "não foi uma substituição adequada" para Bostock, e a matéria foi descartado. Seis meses depois, Jones saco Hewitt sobre a moral problemas no N.º 9 OG levantadas durante a ofensiva em Rabaul; Kenney chamado Hewitt remoção de "más notícias".

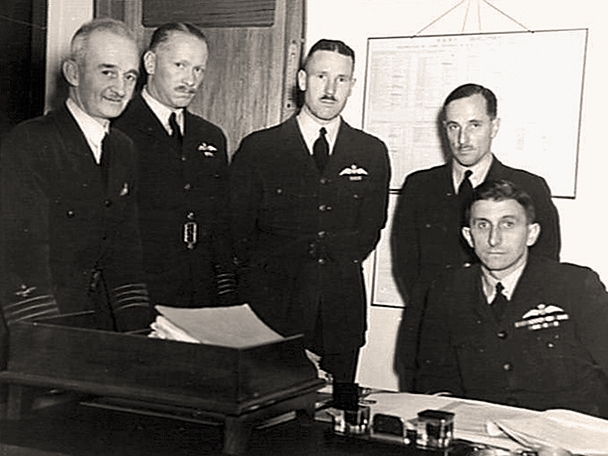
Jones (à direita), em 1942, com os membros do QG Aliado das Forças aéreas SWPA, incluindo o Grupo de Capitães Allan Walters (segunda à esquerda) e Val Hancock (centro) e Air Commodore Joe Hewitt (segunda à direita)

Jones veio sob a ameaça de transferência ou de subordinação em abril de 1943, quando o governo Federal começou a se move para unir a Força Aérea do comando, criando um abrangente Ar Comandante da RAAF posição que teria efetivamente substituído Jones como CAS e também sênior para Bostock. Air Marshal Drummond foi novamente abordado, mas, mais uma vez, o Britânico Ar Ministério se recusou a libertá-lo, tê-lo selecionado para um Ar Conselho post. Macarthur rejeitou dois outros RAF candidatos, e o plano foi adiada. No Aniversário do Rei de Honras do que de junho, Jones foi nomeado um Companheiro da Ordem do Banho.
Em junho de 1944 Jones–Bostock conflito e anômala da divisão de gestão administrativa e responsabilidades operacionais, novamente, levou o governo Australiano para considerar a nomeação de um novo comandante sênior para ambos os agentes. Air Marshal Sir Keith Parque, a Nova Zelândia-nascido AOC de N ° 11 do Grupo RAF durante a Batalha da grã-Bretanha, foi procurado para a posição, mas as negociações foram interrompidas quando MacArthur avisado de que era tarde demais para fazer tal mudança e que o problema agora estava "tranquilo". Que ele foi longe de mais, era aparente em uma série de cabos trocados entre os dois ar vice-marechais, em janeiro de 1945. Jones enviado um sinal para Bostock queixando-se da última "insubordinada tom" e "repetidas tentativas de usurpar a autoridade de esta Sede". Bostock respondeu que, como COA RAAF Comando que ele era "responsável para o Comandante, Aliado das Forças aéreas, e não, repito, não é, subordinado a você", e que ele iria "continuar a levar o mais forte exceção para a sua injustificada e desinformados interferência". Apesar desse cenário, o comando estrutura manteve-se inalterada durante o resto da guerra.
Responsável como CAS para a construção da Austrália de combate aéreo ativos, em 1943 Jones tinha dado uma garantia de que o governo Australiano que ele poderia manter uma força de 73 esquadrões, apesar de Kenney a previsão de que até mesmo a RAAF, que atualmente aprovado força de 45 esquadrões foi além de sua capacidade. No evento, ao final da guerra Jones ampliou a RAAF 70 esquadrões no Pacífico e na Europa, incluindo vários bombardeiro pesado unidades. Uma de suas mais polêmicas decisões de guerra durante a invasão de Tarakan , em Maio de 1945, quando ele aterrado Australiano B-24 Liberator esquadrões agendada para tomar parte no ataque, devido a suas tripulações ter excedido a sua cota mensal de horas de voo. Bostock não foi consultado, e disse que ele teria felizmente "o caíram através de uma fenda nas tábuas do convés, enquanto observava o atacante formações a partir de um navio de guerra dos EUA, menos o esperado RAAF aeronave. Kenney simpatizou com ele; ele comentou uma vez em seu diário que "Jones e Bostock ... lutar umas com as outras mais difícil do que o Japs".

### O "Morotai Motim"

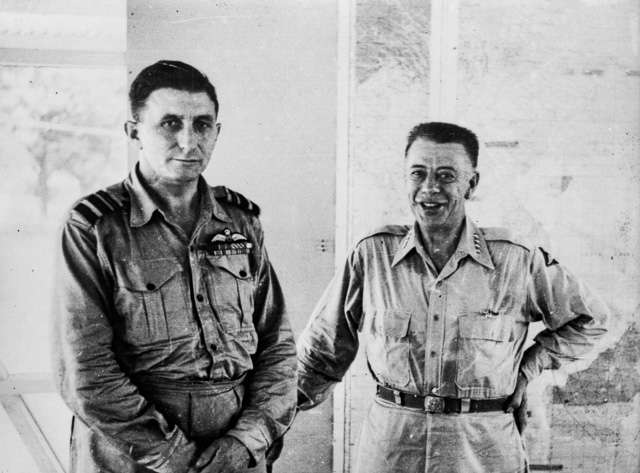
Jones (à esquerda) e o Tenente-General George Kenney (à direita) em Manila, em julho de 1945

Para o fim da guerra Jones interveio no chamado "Morotai Motim", quando senior pilotos na Austrália Primeira Tático da Força Aérea (Nº 1 TAF) proferiu suas renúncias ao invés de continuar a atacar o que eles viam como pouco importantes metas. Jones pessoalmente entrevistados todos, mas um dos policiais envolvidos, mais tarde declarando, "eu acreditava que todos eles para ser sincero no que eles estavam dizendo e o que eles tentaram fazer ... Sim, sinceramente, suas crenças, não importa o quão mal fundada, juntamente possivelmente com um pouco exagerado senso de dever nacional."
Kenney também insistiu em falar com os pilotos a si mesmo, substituindo Jones protestos que era um interno RAAF importa, e ameaçou aparecer em nome dos pilotos que deveriam ser a corte marcial. Jones demitido do Ar Comandante Nº 1 TAF, seu antigo N.º 4 do Esquadrão camarada Harry Cobby, junto com dois de Cobby de pessoal. No que pode ter sido uma reação à Kenney da ameaça, Jones insistiu que o inquérito posterior perante a Justiça João Vicente Barry foco não apenas na tentativa de demissões, mas em relatórios de álcool tráfico Morotai. Enquanto nenhuma ação foi tomada contra os pilotos sobre o motim diretamente, duas da RAAF mais conhecidos aces, Grupo de Capitão Clive Caldwell e Wing Commander Bobby Gibbes, foram a corte marcial por seu envolvimento no álcool raquete e redução na classificação. Apesar de Barry não achar que é um fator significativo, Jones–Bostock conflito foi também acusadas de contribuir para os pobres moral que precipitou o "motim". Um dos outros participantes, Wing Commander Kenneth Ranger, disse o inquérito: "eu, queixam-se de lutas e disputas entre elas, o que é de conhecimento comum em toda a Força Aérea. A cada semana há instâncias do mesmo."

## Pós-guerra de carreira

### O "Interino Da Força Aérea"

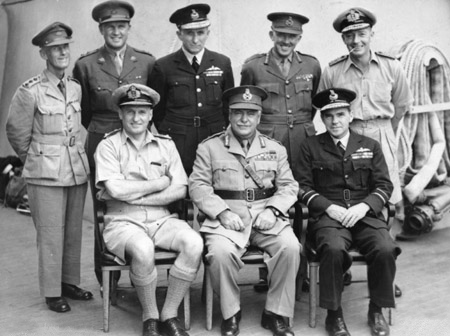
Jones, de volta, no meio) e Bostock (frente, direita) com o General Sir Thomas Blamey (frente, centro) e outro Australiano delegados a rendição Japonesa a bordo do USS Missouri, setembro de 1945

Junto com Bostock, Jones representado RAAF a rendição Japonesa a bordo do USS Missouri , em setembro de 1945. Com Jones concordância, Bostock e de outros altos comandantes foram sumariamente aposentado em 1946, em Bostock é o caso de "incapacidade para o trabalho em harmonia com certos outros altos RAAF oficiais". A CAS supervisionou o planejamento para a desmobilização de milhares de RAAF de pessoal e a criação de um tempo de paz o serviço, conhecido como o "Interino da Força Aérea". Quando ele foi finalmente promovido a marechal do ar , em 1948, a RAAF foi de cerca de 8.000 funcionários, em comparação 175.000—a quarta maior do mundo air force—ele ordenou, em 1945, como o ar vice-marechal. a Acreditar que o desperdício estava chegando a um ponto crítico, Jones proposta de recrutamento de mulheres em um serviço novo para substituir o de Mulheres Auxiliar Australian Air Force , que havia sido dissolvido em setembro de 1946. Bloqueados inicialmente pelo governo Trabalhista do dia, veio a ser, em 1950, como as Mulheres da Royal Australian Air Force, após a eleição de Robert Menzies' Partido Liberal , em dezembro de 1949.
Em simultâneo com a desmobilização, Jones em forma de RAAF do "Plano D", adotada em 1947. É descrito o serviço pós-guerra, a organização e requisitos, que incluiu 16 esquadrões de voo tecnologicamente avançadas aeronaves. Essa estrutura básica permaneceu no local para os próximos 20 anos. Em 1949, Jones visitou o reino UNIDO, com uma equipe de consultores e recomendado o inglês Elétrica Canberra jet para substituir a RAAF do Avro Lincoln pistão motor-bomba. Entrando em serviço em 1953, o Canberras, em última análise, equipados três Esquadrões, operando-se com distinção na Guerra do Vietnã e continuar a voar até 1982. Outros duradoura tipos adquiridos ao abrigo de Jones posse como autoridades de certificação incluído o CAC Sabre, P-2 Neptune e CAC Winjeel. Ele ainda gostava de voar e fez um esforço para piloto de cada novo tipo como entrar em serviço, incluindo o de Havilland Vampire jet, mas o seu irregulares transforma no cockpit significava que suas habilidades eram geralmente encontradas querer.

### No exterior compromissos e reforma da RAAF

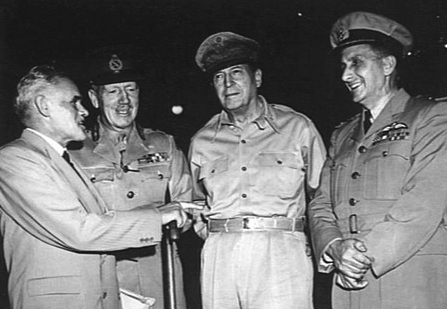
O tenente-General Sir Horace Robertson (segundo à esquerda), o General Douglas MacArthur (segunda à direita) e Air Marshal Jones (à direita) no Japão após a eclosão da Guerra da coreia, em 1950

Quando a Austrália comprometidos com forças para a Emergência Malaia em abril de 1950, Jones agrupados o requisito da RAAF de ativos sob grande organização, Nº 90 (Composto) de Asa, para garantir que eles iriam operar com alguma autonomia, em vez de ser dispersos em outros serviços associados, como tinha sido o caso na segunda Guerra Mundial, quando o Australiano unidades e de pessoal com base na grã-Bretanha tinham sido absorvidos pela RAF. Ele também propôs que o comandante toda a Commonwealth da força aérea unidades devem ser da RAAF; isso foi acordado pelo British Air Ministry, e a posição, mais tarde, deu uma valiosa experiência para dois futuros Chefes de Ar Funcionários, Ar Vice-Marechais Frederico Scherger e Val Hancock. Jones atribuído Nº 77 Esquadrão, em seguida, com base no Japão como parte da comunidade Britânica Força de Ocupação, para o das Nações Unidas Comando quando a Guerra da coreia começou. O primeiro-Ministro Menzies tocou Jones em casa no sábado, 1 de julho de 1950, solicitando-se a um esquadrão e a unidade entrou em ação no dia seguinte.
Quase que imediatamente que Menzies' Partido Liberal, substituído o Chifley de Trabalho do governo, no final de 1949, tinha começado a investigar possíveis substituições (em grande parte do RAF) para o titular CAS, eventualmente, decidir sobre o Air Marshal (mais tarde, Air Chief Marshal) Sir Donald Hardman. Jones foi informado de sua aposentadoria, que afirmou ter sido esperando, em dezembro de 1951. Em um discurso de despedida, na Austrália Clube em Melbourne, com a presença de Menzies, Jones disse que a organização COME e a expansão da Força Aérea, no sudoeste do Pacífico haviam sido suas maiores conquistas. Seu oficial de sair da RAAF foi em 22 de fevereiro de 1952. O Primeiro-Ministro enviou uma carta agradecendo a ele por sua "valiosa contribuição", que seria "longa ser lembrado".

## Mais tarde, a vida
Após sua saída da Força Aérea, em 1952, Jones tornou-se Diretor de Coordenação com o Commonwealth Aircraft Corporation (CAC) e membro do conselho de administração da Ansett de Transporte Indústrias. Em 1953 honra do Ano Novo, ele foi nomeado Cavaleiro Comandante da Ordem do Império Britânico para o serviço militar., retirou-se do CAC diretoria em 1957, mas permaneceu na Ansett conselho até o início da década de 1970. Jones seguiu uma carreira política em paralelo, para sua indústria de aviação de trabalho, sem sucesso, de pé para o Partido Liberal pré-seleção no banco de Flinders , em 1952. Em 1958, ele deixou os Liberais a favor do Partido Trabalhista, contestando o assento de Henty , em 1961. Ele mudou partes como seus pontos de vista eram demasiado de esquerda, para os Liberais, declarando: "Eles tem bastante desagradável comigo e não me dar uma feira de ir, então eu demitiu-se e juntou-se ao Partido Trabalhista". Ele perseguiu uma enérgica campanha de Henty, mas perdeu para a sua Liberal adversário por menos de 3.000 principal votos.
Jones também demonstrou interesse em objetos voadores não identificados, tendo encontrado pela primeira vez inexplicáveis fenômenos aéreos em Warrnambool, Victoria, em 1930. Ele relatou testemunhando outro OVNI em outubro de 1957, mas admitiu que era "avesso a falar sobre isso publicamente, para que as pessoas devem pensar que eu era uma incompetente, uma testemunha ou de ficar um pouco screwy na cabeça". Em meados da década de 1960, ele patrocinadas Commonwealth Aérea Fenômenos de Investigação, Organização e juntou-se Vitoriana UFO Research Society. Jones publicou sua autobiografia, De Privada para Air Marshal, em 1988. Ele foi a Austrália, o último sobrevivente de Guerra de Mundo I ás, quando ele morreu, em Melbourne, 24 de agosto de 1992, aos 95 anos de idade.

## Legado
Jones dez anos como autoridades de certificação constituído o contínuo mais longo prazo de qualquer RAAF chefe. Apesar de sua longevidade no cargo, ele ainda é conhecida principalmente por dois eventos no início de seu mandato, a surpresa circunstância de sua nomeação, e sua disputa com o projeto de lei Bostock, que durou até o fim da segunda Guerra Mundial II. O conflito entre os seus dois oficiais superiores tem sido rotulado como "desastroso" para a RAAF, que "a diminuição de seu prestígio" aos olhos de seus Aliados. Jones afirmou em sua autobiografia que ele nunca tinha intrigado para a função de ACS e teria trabalhado com lealdade para Bostock, se este tinha sido nomeado.

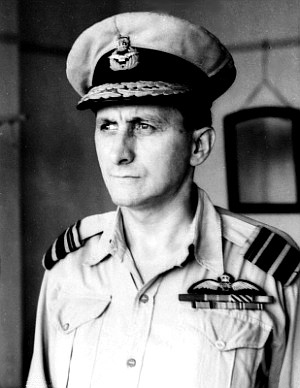
Ar Vice-Marechal do George Jones foto logo após o fim da II Guerra Mundial, em agosto de 1945

Além dessas controvérsias, Jones influenciou significativamente a Força Aérea de desenvolvimento durante e depois da guerra. Ele foi homenageado por seu trabalho em execução o Império Ar de Formação em Regime de 1940-42 e recebeu crédito como CAS para a construção de RAAF a força de 70 esquadrões em 1945. Após a guerra, ele jogou uma parte pessoal na melhoria da educação no âmbito do serviço, incluindo o estabelecimento de RAAF Faculdade, ao longo de linhas semelhantes ao Real Colégio Militar, Duntroon, e o Royal Australian escola Naval, bem como a RAAF o Pessoal da Faculdade. Um de seus últimos direções como CAS foi a formação da RAAF Museu em Point Cook, onde ele ainda é baseado.
Jones incentivou a indústria local para projetar e construir formadores para a RAAF e produzir mais sofisticados aviões de combate sob licença de fabricantes no exterior. Isto levou à Winjeel básica treinador e a indústria Australiana de co-parceria na produção do CAC Sabre e Canberra jatos; tal participação local continuou a figura nos principais RAAF aeronave aquisições.
Ele se recusou a atualização da estrutura de comando da Força Aérea a partir de uma base na região para uma função, algo de seu sucessor, o Marechal do Ar Hardman, poderia realizar, e tem sido criticada por uma resistência sistêmica para a mudança. Jones foi descrito em David Horner's Comandantes como "uma firme e sincera, mas incolor líder", enquanto Alan de santo estêvão achou-o "um homem bom e decente, que tinham vencido consideráveis dificuldades pessoais, na sua juventude, para alcançar o excepcional sucesso profissional", mas "nem um líder inspirador, nem um notável pensador". no Entanto, o seu Plano D para a RAAF do pós-guerra, a organização permaneceu a serviço do plano até o início da década de 1970.